# ウィル (不動産会社)
株式会社ウィル（かぶしきがいしゃウィル）は、1993年10月創業の兵庫県宝塚市に本社を置く不動産会社である。不動産流通事業、リフォーム・リノベーション事業、家具事業、開発分譲事業、賃貸事業、受託販売事業、ファイナンシャルプランニング事業、広告クリエイティブ事業を展開している。
グループ会社として、1997年10月にリフォームの設計、施工を行う株式会社ウィル空間デザインを子会社化。2005年11月に中古住宅の買取りとリフォーム販売を行う事業を目的として、株式会社リノウエストを設立。2008年1月にファイナンシャルプランニング業務などを行う株式会社ウィルフィナンシャルコミュニケーションズを設立。以降、不動産を購入する人に不動産仲介、リフォーム、住宅ローン、保険を合わせて提供する「ワンストップサービス」が事業の中心となっている。また、2014年7月に株式会社ウィルスタジオを設立し、ウェブサイトなどの広告物の制作、コンサルティング業務を行っている。2019年12月に株式会社部活のみかたを設立し、これまでの採用・人材育成のノウハウを活かした国公立大学の部活生を支援する事業を展開している。

## 沿革
- 1993年10月 - ウィル不動産販売を兵庫県宝塚市にて創業[4]
- 1995年6月 - 不動産流通事業および受託販売事業を行うことを目的として「株式会社ウィル不動産販売」を設立[4]
- 1999年4月 - マンション・戸建住宅の企画、開発を行う開発分譲事業を開始[4]
- 2001年4月 - 損害保険代理業務を開始[4]
- 2003年4月 - 不動産流通事業の客を対象として、リフォーム事業を開始[4]
- 2004年12月 - リフォームの設計、施工管理を行うことを目的とする株式会社ウィル空間デザインを株式交換により100％子会社化[4]
- 2005年
  - 2月 - 保険商品および住宅ローンの見直しなどを提案するファイナンシャルプランニング業務を開始[4]
  - 11月 - 中古住宅の買い取りおよびリフォーム販売を行うリノベーション事業を開始することを目的として、株式会社リノウエストを設立[4]
- 2007年2月14日 - JASDAQ証券取引所（現東京証券取引所ジャスダック市場）に上場[4]
- 2008年
  - 1月 - ファイナンシャルプランニング業務、損害保険代理業務、住宅ローン事務代行業務などを事業目的として、株式会社ウィルフィナンシャルコミュニケーションズを設立[4]
  - 7月 - 社名を「株式会社ウィル」に変更[4]
- 2010年

  - 5月 - 阪神間-北摂エリアのほぼすべての分譲マンションを掲載した「マンション大全集」をリリース[5]
- 2012年11月 - グループ会社ウィル空間デザインが「LIXILメンバーズコンテスト2012」リフォーム部門大賞を受賞[6]
- 2013年11月 - 富裕層向けにリフォームの設計、施工管理を行うことを目的として、株式会社遊を設立[4]（※2021年1月、「ワンストップサービス」に経営資源を集中するため株式譲渡）
- 2014年
  - 4月 - 教育事業に参入。「大阪大学・神戸大学合格専門塾 志信館」として豊中教室と箕面教室の2校オープン[7]
  - 7月 - 不動産・住宅系企業の広告・ブランディング事業を目的として株式会社ウィルスタジオを設立[4]
  - 8月 - 地価から条件に合う町と土地が探せるウェブサイト「まちっか」をリリース[8]
- 2015年

  - 12月24日 - 東京証券取引所市場第二部へ市場変更[4]
- 2016年3月 - 家の中の知識や工夫を共有するSNS「イエナカ手帖」をリリース[9]
- 2018年3月 - 名古屋圏進出[10]
- 2019年2月 - 阪急逆瀬川駅前の商業施設「アピア3」を取得[11]
- 2019年12月 - 国公立大学の部活生を支援する株式会社部活のみかたを設立
- 2021年
  - 4月 - 当社独自のAIが、希望条件・ライフスタイルなどから住まいを提案する「AIウィルくんの住まい提案サービス」を開始[12]
  - 6月 - 家具事業開始｜ショールーム「十二十家具（とにとかぐ）」をオープン[13]
- 2022年
  - 4月 - 東京圏進出[14]
  - 4月 - 東京証券取引所 スタンダード市場へ移行[15]
  - 7月 - 志信館の運営形態を地域貢献を主な目的とした「学びの自習室」に変更

## ウィル不動産販売
ウィル不動産販売は、株式会社ウィルの営業所で使用されているブランド名である。株式会社ウィルは、2008年7月に社名を株式会社ウィル不動産販売から株式会社ウィルに変更しているが、流通事業の営業所では、社名変更後もブランド名としてウィル不動産販売を使用している。なお、2008年4月に商標登録している。また、ウィル不動産販売は不動産仲介だけでなく、ウィルグループが提供するリフォーム、住宅ローン、保険を合わせ「ワンストップサービス」の販売窓口にもなっている。現在は、関西圏（阪神間・北摂地域）に12営業所、名古屋圏に6営業所、東京圏に6営業所を展開している。

### 沿革
- 1994年11月 - 塚口営業所（兵庫県尼崎市）を開設[4]
- 1996年5月 - 逆瀬川本店（兵庫県宝塚市）を開設[4]
- 1997年4月 - 西宮営業所（兵庫県西宮市）を開設[4]
- 2002年4月 - 川西営業所（兵庫県川西市）を開設[4]
- 2003年7月 - 箕面営業所（大阪府箕面市）を開設[4]
- 2005年4月 - 逆瀬川本店（兵庫県宝塚市）を新設の自社ビルに移転[4]
- 2005年9月 - 豊中営業所（大阪府豊中市）を開設[4]
- 2007年1月 - 伊丹営業所（兵庫県伊丹市）を開設[4]
- 2009年1月 - 塚口営業所を伊丹営業所に、西宮営業所を逆瀬川本店に統合[4]
- 2011年7月 - 塚口営業所（兵庫県尼崎市）を再開設[4]
- 2013年1月 - 逆瀬川本店の名称を宝塚本店に変更[4]
- 2014年2月 - 岡本営業所（兵庫県神戸市東灘区）を開設[4]
- 2015年2月 - 江坂営業所（大阪府吹田市）を開設[4]
- 2016年4月 - 茨木営業所（大阪府茨木市）を開設[4]
- 2017年3月 - 西宮営業所（兵庫県西宮市）を再開設[4]
- 2018年3月 - 覚王山営業所（愛知県名古屋市千種区）を開設[4][16]
- 2019年1月 - 藤が丘営業所（愛知県名古屋市名東区）を開設[4]
- 2020年1月 - 御器所営業所（愛知県名古屋市昭和区）を開設[17]
- 2020年7月 - 久屋大通営業所（愛知県名古屋市東区）を開設[18]
- 2021年1月 - 新瑞橋営業所（愛知県名古屋市瑞穂区）を開設[19]
- 2021年4月 - 大曽根営業所（愛知県名古屋市北区）を開設[20]
- 2022年4月 - 恵比寿営業所（東京都渋谷区）を開設[21]
- 2022年7月 - 高槻営業所（大阪府高槻市）を開設[22]
- 2023年1月 - 自由が丘営業所（東京都目黒区）・二子玉川営業所（東京都世田谷区）を開設[23]
- 2024年1月 - 北千住営業所（東京都足立区）を開設[24]
- 2024年4月 - 本町営業所（大阪府大阪市中央区）を開設[25]
- 2024年5月 - 赤羽営業所（東京都北区）を開設[26]
- 2025年1月 - 中野営業所（東京都中野区）を開設[27]

## 関連会社
- 株式会社ウィル空間デザイン
- 株式会社リノウエスト
- 株式会社ウィルフィナンシャルコミュニケーションズ
- 株式会社ウィルスタジオ
- 株式会社部活のみかた